# Nunc dimittis

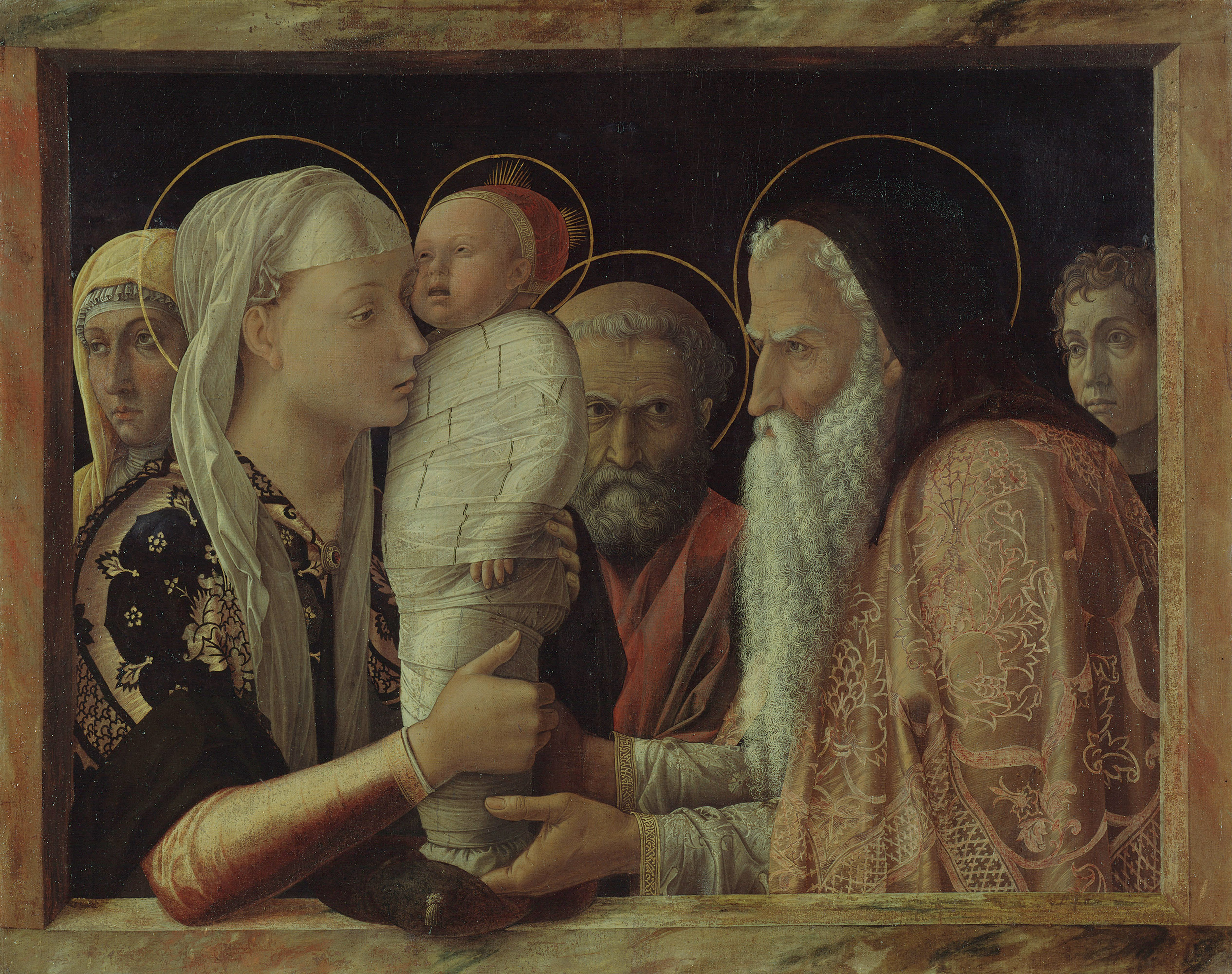
Apresentação de Jesus no Templo.
Por Mantegna, atualmente na Gemäldegalerie de Berlim.

Nunc dimittis (também conhecido como Cântico de Simeão) é uma passagem da Bíblia, especificamente do Evangelho de Lucas (Lucas 2:29–32) e tem este nome devido as suas primeiras palavras em latim (Nunc dimittis servum tuum, Domine...).
Juntamente com o Magnificat e o Benedictus, e diversos outros cânticos do Antigo Testamento, o Nunc dimittis foi incluído no Livro de Odes, uma antiga coletânea litúrgica encontrada em alguns manuscritos da Septuaginta.
De acordo como Evangelho de Lucas (Lucas 2:29–32), Simeão era um homem justo e havia recebido a promessa do Espírito Santo de que não morreria até ver o Salvador. Tendo os pais de Jesus trazido o menino ao Templo de Jerusalém para cumprir o preceito da lei judaica referente a consagração do primogênito (algo em torno de 40 dias após o nascimento, que não se confunde com a cerimônia de circuncisão). Simeão estava lá e tomou Jesus em seus braços recitando o cântico que até hoje é usado pela Igreja na celebração das Completas.
Em seguida, ele revela:
| “ | «Simeão abençoou-os e disse a Maria, a mãe: 'Eis que este menino foi colocado para a queda e para o soerguimento de muitos em Israel, e como um sinal de contradição'.» (Lucas 2:34–35) | ” |

## Versões

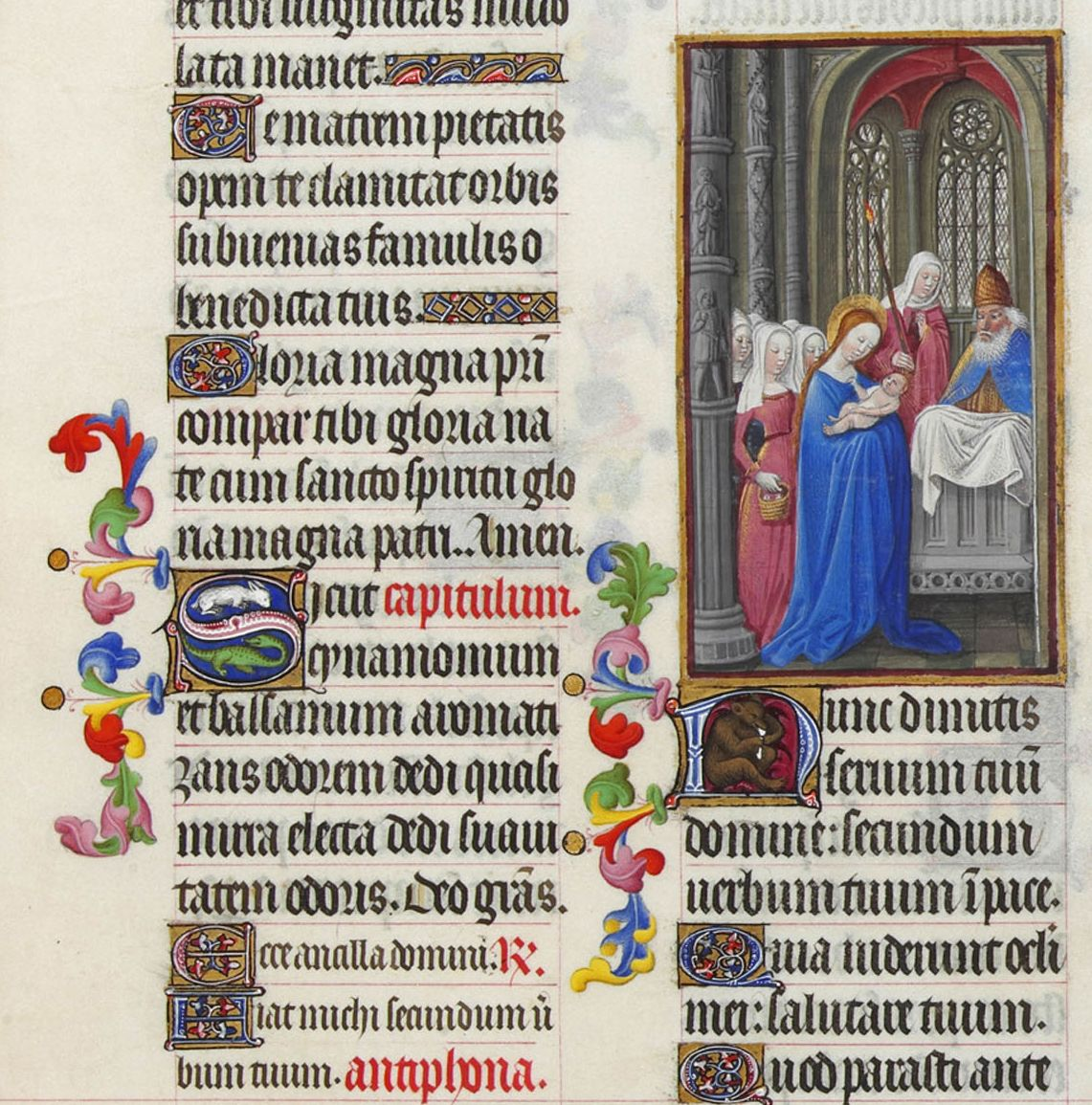
O início do Nunc Dimittis nas Très Riches Heures du Duc de Berry.
No Musée Condé, em Chantilly.

- Grego original (Novum Testamentum Graece)

νῦν ἀπολύεις τὸν δοῦλόν σου, δέσποτα, κατὰ τὸ ῥῆμά σου ἐν εἰρήνῃ·
ὅτι εἶδον οἱ ὀφθαλμοί μου τὸ σωτήριόν σου,
ὃ ἡτοίμασας κατὰ πρόσωπον πάντων τῶν λαῶν,
φῶς εἰς αποκάλυψιν ἐθνῶν καὶ δόξαν λαοῦ σου Ἰσραήλ.
- Latim (Vulgata)

Nunc dimittis servum tuum, Domine, secundum verbum tuum in pace:
Quia viderunt oculi mei salutare tuum
Quod parasti ante faciem omnium populorum:
Lumen ad revelationem gentium, et gloriam plebis tuae Israel.
- Português (Tradução clássica de António Pereira de Figueiredo)[2]

Agora é, Senhor, que tu despedes ao teu servo em paz, segundo a tua palavra: porque já os meus olhos viram o Salvador, que tu nos deste, o qual aparelhaste ante a face de todos os Povos: como Lume para ser revelado aos Gentios, e para a glória do teu Povo d'Israel. (Ortografia atualizada)
- Português (Tradução Brasileira[3])

Agora tu, Senhor, despedes em paz o teu servo Segundo a tua palavra;
Porque os meus olhos já viram a tua salvação,
A qual preparaste ante a face de todos os povos:
Luz para revelação aos gentios, E glória do teu povo de Israel.
- Português (Tradução de João Ferreira de Almeida - 1819[4])

Agora despedes, Senhor, em paz a teu servidor, segundo a tua palavra;
Pois já meus olhos tem visto tua salvação.
A qual aparelhaste perante a face de todos os povos.
Luz para iluminação das gentes, e para glória de teu povo Israel.

## Liturgia
O Nunc dimittis' é o "Cântico do Evangelho" tradicional para a oração da noite (Completas), assim como o Benedictus e o Magnificat são as tradicionais para as da manhã (Laudes) e de tarde (Vésperas), respectivamente. Por isso, o Nunc dimittis é encontrado ofício litúrgico de muitas denominações cristãs ocidentais, incluindo a Comunhão Anglicana (no Livro de Oração Comum) de 1662, além do serviço das Completas da Igreja Romana e da Igreja Luterana. Na tradição oriental, o cântico está nas Vésperas da Igreja Ortodoxa. Também é cantado nas Igrejas Reformadas de rito genebrino.
Nas igrejas luteranas, o Nunc dimittis pode ser cantado logo após a recepção da Eucaristia.